# Рудомучакш
 Рудомучакш  — опустевшая деревня в Шарангском районе Нижегородской области в составе Большерудкинского сельсовета.

## География
Расположена на расстоянии примерно 8 км на восток-юго-восток по прямой от районного центра посёлка Шаранга.

## История
Известна с 1748 года как деревня с населением 7 душ мужского пола из новокрещёных черемис, в 1802 году 1 двор и 4 таких же души. В 1873 году здесь дворов 3 и жителей 21, в 1905 (Рудомучаж) 11 и 62, в 1926 17 и 72 (мари 49), в 1950 (Рудомучаж) 25 и 74.

## Население
Постоянное население составляло 2 человека (мари 100 %) в 2002 году, 0 в 2010.